# Sumatochroma testaceipennis
Sumatochroma testaceipennis là một loài bọ cánh cứng trong họ Cerambycidae.